# Хазан Павло Вікторович
Хаза́н Павло́ Ві́кторович (нар. 17 листопада 1974, Дніпро) — український учений та політик, співавтор та співзасновник системи екологічного моніторингу, учасник Російсько-української війни на Сході України, майор Збройних сил України, депутат Дніпропетровської обласної ради) VII та VIII скл.

## Життєпис
Павло Хазан — автор наукових праць в галузі екології, енергетики, економіки та статистики, поетичної збірки «С-moll» (До-мінор) (2010), автор та учасник міжнародного музичного альбому «Source» (Фрайбург, 1995) та документальної стрічки «Коли ударять дзвони…» про екологічну катастрофу в Україні, співавтор обласних екологічних стратегій та програм. Автор пісень на власні вірші, а також на вірші Шарля Бодлера, Ліни Костенко, Миколи Вороного, Клавдії Фролової та інших.

### Освіта
- 1996 — закінчив Дніпровський університет ім. Гончара за спеціальністю «радіофізика та електроніка» та військову кафедру
- 2000 — закінчив аспірантуру в Національній академії наук України за спеціальністю «екологічна безпека».
- 2008  — стипендіат програми «Wider Europe» John Smith Trust у Британії[5].

## Професійна діяльність
З 1991 учасник екологічного руху, брав участь у міжнародних кампаніях  Friends of the Earth Europe Towards the Sustainable Europe, Sustainable Use Resources in Europe, Energy Alternatives for Sustainable Europe. У 1994 р. заснував «Молодіжну екологічну лігу Придніпров'я».
1996—2015 — займався дослідженнями в галузі сталого розвитку, відновлюваних джерел енергії, екологічного моніторингу, математичного моделювання, розробкою програм управління відходами в Інституті екології Національної академії наук України. Був експертом у проектах з питань енергетики та зеленої економіки у співпраці з British Council та Deutsche Gesellschaft für Internationale Zusammenarbeit. Керував громадськими кампаніями, в тому числі проти розповсюдження сланцевого газу (газу ущільнених пісковиків) в Україні у співпраці з Milieudefensie та Friends of the Earth.Виступав з критикою на адресу компанії Shell щодо небезпечного проекту видобутку такого газу на Юзівській площі.
2000—2002 — помічник-консультант народного депутата України (Партія Зелених України), брав участь у робочій групі Верховної ради України з біологічної безпеки.
2003—2008 — член ради міжнародної організації «Північний альянс за сталий розвиток».  Брав участь у роботі Комісії зі сталого розвитку ООН. Займався розробкою і впровадженням міжнародних конвенцій, зокрема електронних інструментів Конвенції про доступ до інформації, участь громадськості в процесі прийняття рішень та доступ до правосуддя з питань, що стосуються довкілля (Орхуської конвенції).
2007—2011 — організатор громадських кампаній щодо закриття звалища на Ігрені та проти незаконної забудови на Лоц-Кам'янці у Дніпрі.
2009—2010 — заступник голови Партії Зелених України.
2010—2012 — український представник у Європейській партії зелених (European Green Party), брав участь у підготовці програмних документів у співпраці з групою The Greens/EFA у Європейському парламенті.
2012 — учасник Конференції з питань сталого розвитку ООН (Earth Summit 2012) в Ріо-де-Жанейро, Бразилія.
2013—2015 — член виконавчого комітету Friends of the Earth Europe, брав участь у розробці пропозицій до Європейської комісії щодо сталого розвитку, відновлюваної енергетики, біологічної безпеки та проблем зміни клімату.
2013—2014 — один з організаторів Євромайдану у Дніпрі, Штабу національного захисту Дніпропетровської області. Учасник Революції гідності в Києві. 26 січня 2014 року під час протестів біля Дніпропетровської ОДА отримав поранення очей.
2014—2015 — радник голови Дніпропетровської обласної державної адміністрації. Брав участь в організації добровольчих батальйонів.
2014—2016 — голова правління благодійної організації «Фонд оборони країни». У червні 2015 фонд відвідав американський сенатор Джон МакКейн.
З 2015 — депутат Дніпропетровської обласної ради, член комісії з питань екології та енергозбереження. Співавтор Дніпропетровської обласної комплексної програми екологічної безпеки та запобігання змінам клімату на 2016—2025 роки, Стратегії енергозбереження, енергоефективності та розвитку відновлюваних джерел енергії Дніпропетровської області на 2018—2035 роки. Документи  базуються на принципах Рамкової конвенції ООН зі зміни клімату, Кіотського протоколу та Паризької угоди. Важливою метою стратегії є повна відмова від викопного палива. Співавтор концепції екологічного моніторингу Дніпропетровської області, ініціатор створення «Центру екологічного моніторингу» Дніпропетровської обласної ради, керівник наукового та інженерного напрямків центру. Система моніторингу стала практичною реалізацією принципів Оргуської конвенції.
Ветеран Російсько-української війни, брав участь у АТО (2014—2015, 2017—2018) та в Операції об'єднаних сил (2018—2020). Пішов добровольцем через військкомат Соборного району Дніпра, у цьому ж військкоматі добровольцем у 1941 році був відправлений на війну його дідусь Борис Хазан.

## Нагороди
- Орден «За заслуги» III ст (2014)[46]
- Нагрудний знак «Війська зв'язку Збройних сил України» (2016)
- Відзнака 3-го окремого танкового батальйону «Звіробій»
- Відзнака командувача Об'єднаних сил «Козацький хрест» І ст[47]
- Почесний нагрудний знак начальника Генерального штабу ЗСУ «За заслуги перед збройними силами України»
- Відзнака Начальника Генерального штабу ЗСУ — нагрудний знак «Учасник АТО»
- Нагрудний знак Міністерства оборони України «Знак пошани»
- Почесний знак Національної гвардії України «За співпрацю»

## Сім'я
- сестра — українська волонтерка, громадська діячка, продюсерка Наталія Хазан
- батько — український учений, політик, літератор Віктор Хазан
- мати — хірург-стоматолог Алла Дейнега
- бабуся — український літературознавець і критик; професор, завідувач кафедри української літератури Дніпропетровського університету Клавдія Фролова
- дідусь — ветеран Другої світової війни, музикант, вчитель фізики та астрономії Борис Хазан[48][49]